# NK Zagreb
NK Zagreb é um clube de futebol sediado na cidade de Zagreb, Croácia.

## História
O clube foi fundado em 1903, sendo um dos clubes mais populares da Croácia. Tem como principal rival, o NK Dinamo Zagreb, clube sediado na mesma cidade.
Seu maior êxito foi a conquista do campeonato croata de 2003, 2006 e 2009, ganhando seu primeiro título na liga croata, e ainda tendo o artilheiro do campeonato (2009).

## Títulos

### Torneios nacionais
- Liga Croata (3): 2003, 2006, 2009